# Mince pie

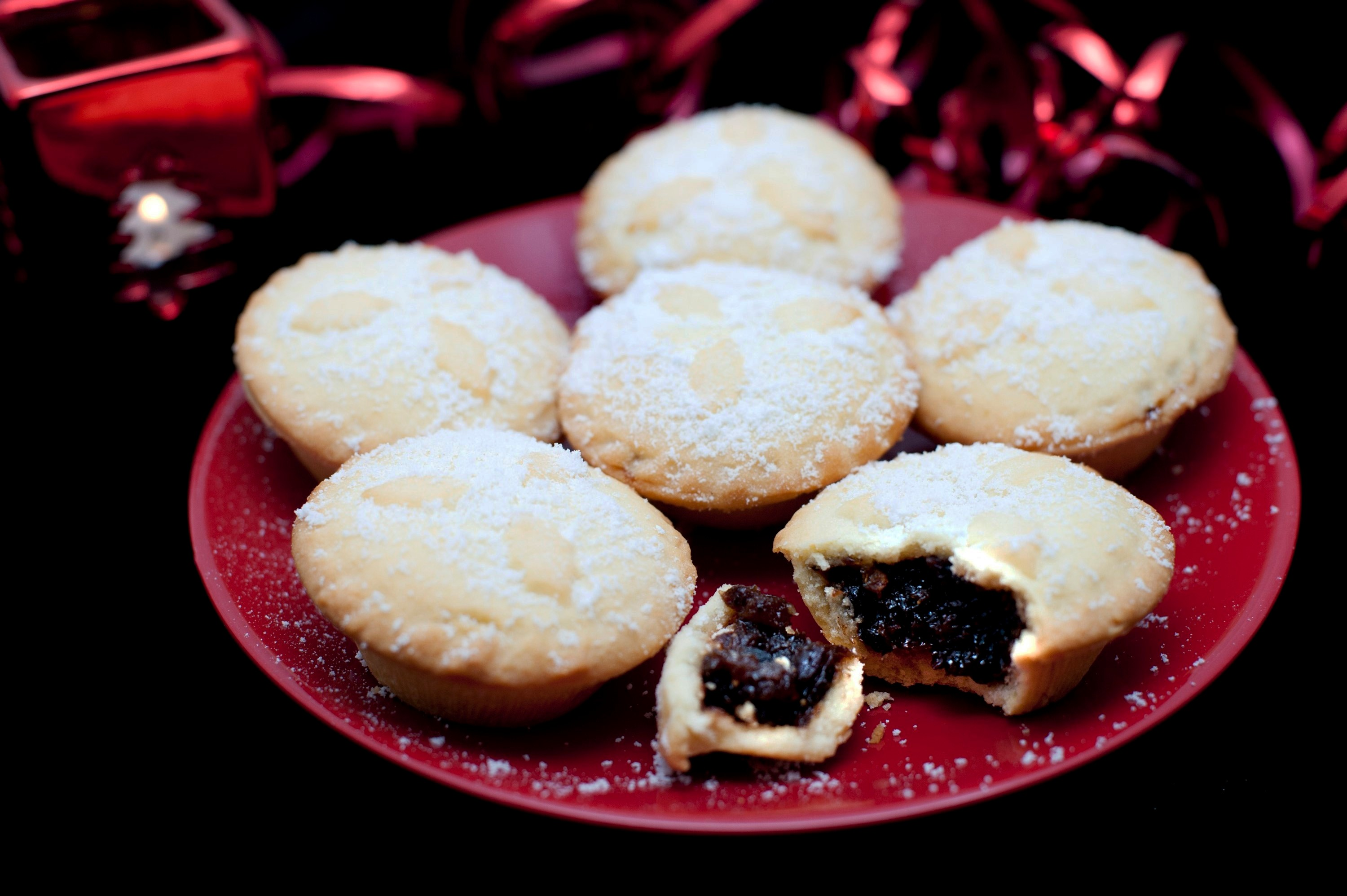
Mince pies

Mince pie – rodzaj angielskiego ciastka, spożywanego głównie w okresie bożonarodzeniowym. 
Najczęściej mają one postać niewielkich, okrągłych ciastek wypełnionych w środku mieszanką suszonych owoców (w szczególności rodzynkami), siekanych orzechów i jabłek, łoju oraz przypraw, z dodatkiem soku z cytryny, octu, bądź brandy (mincemeat).
Ciastko wywodzi się ze średniowiecza, gdy nadziewano je mięsem lub wątróbką (w okresie postu, rybą), wymieszanym z pokrojonymi, ugotowanymi na twardo jajkami i imbirem. Z czasem zaczęto dodawać suszone owoce i inne słodkie składniki. W XVI wieku zrodziła się tradycja spożywania ciastek w okresie Bożego Narodzenia. Począwszy od połowy wieku XVII mięso coraz częściej zastępowano łojem. W XIX wieku zupełnie zniknęło ono z przepisów.